# Sofia Luísa de Meclemburgo-Schwerin
Sofia Luísa de Mecklemburgo-Schwerin (Grabow, 6 de maio de 1685 – Schwerin, 29 de julho de 1735) foi rainha consorte da Prússia e esposa de Frederico I da Prússia.

## Biografia
Sofia Luísa era a quarta filha de Frederico, duque de Mecklemburgo-Grabow e Cristina Guilhermina de Hesse-Homburgo. Ela era uma tia da grã-duquesa Ana Leopoldovna da Rússia, que foi mãe do czar Ivã VI da Rússia.
Em novembro de 1708, ela se tornou a terceira e última esposa de Frederico I da Prússia. O casamento ocorreu por procuração em Mecklenburg com o ministro Wittgenstein atuando no lugar do rei. No dia seguinte, ela foi escoltada até a fronteira na companhia de sua família e saudada por Frederico I nos arredores de Berlim. No dia 27 ela fez sua entrada na capital, seguida no dia seguinte pelo casamento. O casamento foi descrito como magnífico, com o rei vestido com brocado de ouro e a rainha com uma coroa escoltada pelo príncipe herdeiro e seu cunhado e as princesas vestidas de brocado de prata com ruas cobertas de tapetes vermelhos: no entanto, pouco antes O rei fora informado de que sua nora estava grávida e respondeu que se ele estivesse ciente disso, não teria se casado de novo, o que deixava úmida a festa.
Em janeiro de 1713, poucas semanas antes de sua morte, Frederico a mandou de volta para sua família em Mecklenburgo-Schwerin. Sofia Luísa foi descrita como "indefesa, estúpida e melancólica, mas mais uma vez gentil e calma".
A partir de então, ela morou na residência de sua mãe viúva, o Castelo de Grabow, onde faleceu aos cinquenta anos de idade. Ela foi enterrada na Igreja de São Nicolau em Schwerin.